# دومينيكو سيلفو
دومينيكو سيلفو (و. القرن 11  م) هو سياسي من جمهورية البندقية، ولد في البندقية، توفي في البندقية.

## مناصب
تولى منصب دوق البندقية 1071–1084
.